# Choristoneura rosaceana
Choristoneura rosaceana (tên tiếng Anh: Oblique Banded Leaf Roller hoặc Rosaceous Leaf Roller) là một loài bướm đêm thuộc họ Tortricidae. Nó là loài bản địa của Bắc Mỹ, but has been accidentally introduced into other parts of the world.
Sải cánh dài 7.5–11 mm đối với con đực và 11.5–14 mm đối với con cái. Con trưởng thành bay từ tháng 6 đến tháng 7 và lặp lại từ tháng 8 đến tháng 9.

## Host plants
Recorded host plants are:
- Acer
- Aesculus
- Betula
- Cirsium
- Crataegus
- Corylus
- Cornus
- Cotoneaster
- Dianthus (Carnation)
- Fragaria (Strawberry)
- Fraxinus
- Lonicera
- Malus
- Picea
- Pinus
- Platanus
- Populus
- Prunus
- Pyracantha
- Quercus

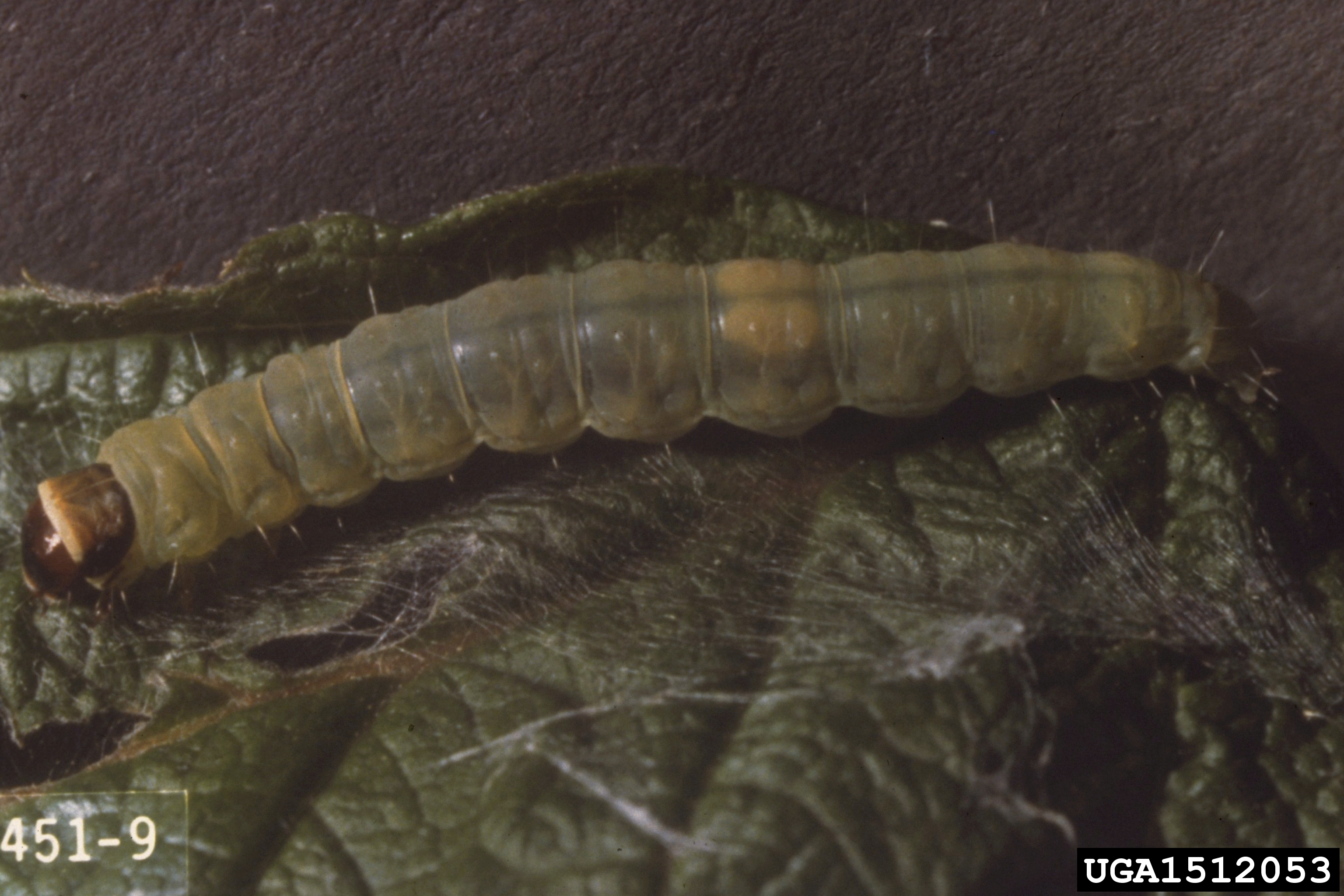
Sâu bướm

- Rhododendron (Rhododendron, Azalea)
- Rosa
- Rubus
- Salix
- Sorbus
- Spirea
- Syringa (Lilac)
- Tilia
- Tsuga
- Vaccinium
- Verbena
- Viburnum